# Lendomus politus
Lendomus politus es una especie de coleóptero de la familia Mycetophagidae.

## Distribución geográfica
Habita en Quebec (Canadá).